# Monumento ao Mineiro

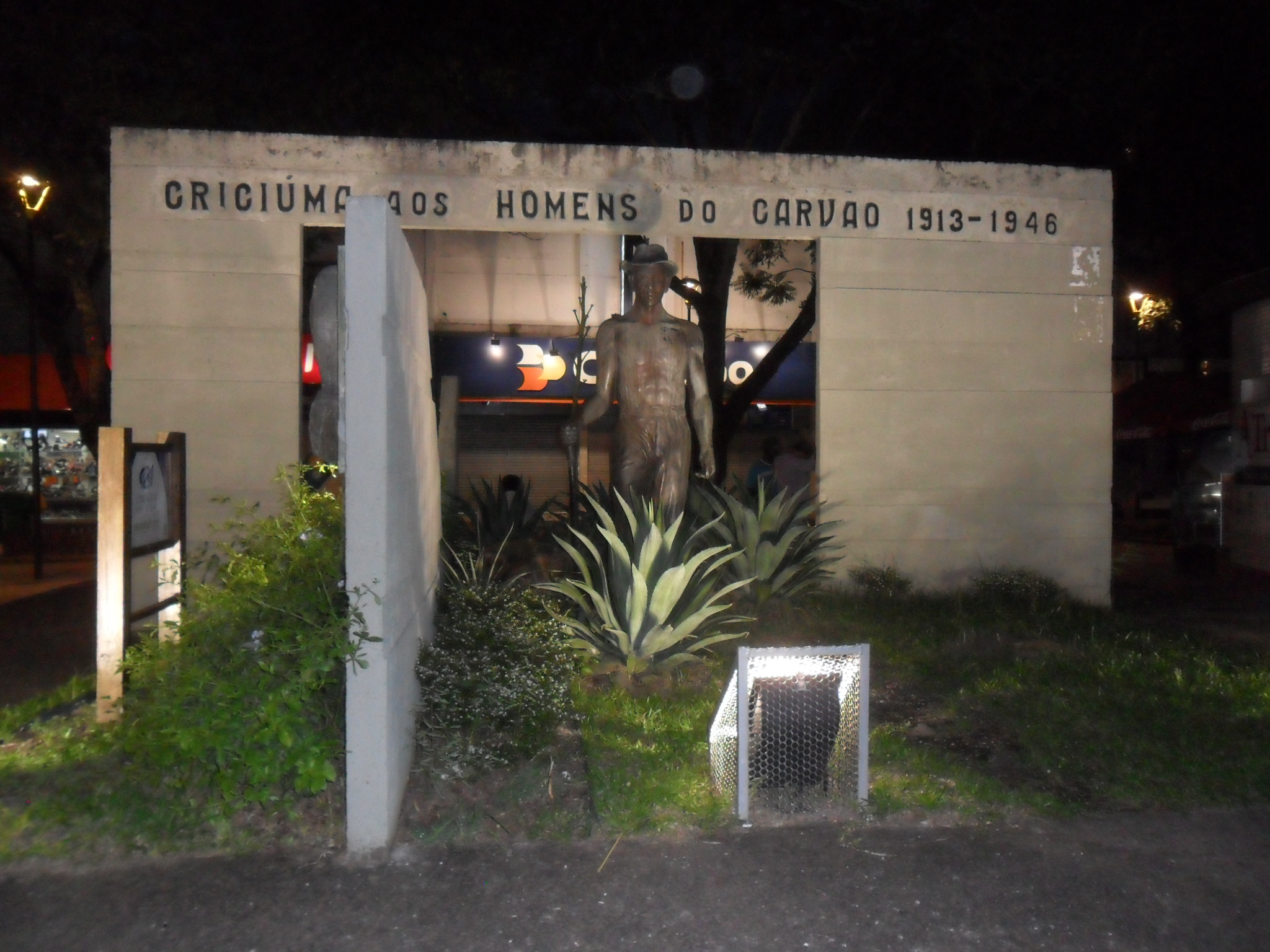
O Monumento ao Mineiro em homenagem aos Homens do Carvão.

O Monumento ao Mineiro é um monumento situado no município de Criciúma no estado de Santa Catarina, erigida em reverência aos Homens do Carvão.

## História
A abertura da escultura chegou em 29 de dezembro de 1946, na Praça Nereu Ramos, em frente à Catedral São José, durante a produção do Congresso Eucarístico, sucedido no município nos dias 25 à 29 de dezembro do mesmo ano.
De acordo com os documentos achados no Livro da História de Criciúma, editado em 1974, o levantamento da escultura objetivou marcar os 33 anos da implantação no sul catarinense, da indústria carbonífera. A imagem gravada representa o operário Manoel Costa, trabalhador da Companhia Carbonífera de Araranguá (CBCA).
Em 1971, o monumento foi transferido da Praça Nereu Ramos para a Praça Etelvina Luz e seu registro temporal da extração do carvão foi falsificado. No local em que estava registrado: Cresciuma aos Homens do Carvão 1913- 1946, foi inscrito Criciúma aos Homens do Carvão 1913- 1971. Futuramente procurou-se gravar a primeira inscrição como data histórica da fundação da escultura, presente na atualidade junto ao memorial.
O mineiro de bronze em uma das praças da cidade incentiva o imaginário de quem por ali passa à memória do trabalho na mineração.